# (73102) 2002 GC24
(73102) 2002 GC24 – planetoida z pasa głównego asteroid okrążająca Słońce w ciągu 3,42 lat w średniej odległości 2,27 j.a. Odkryta 15 kwietnia 2002 roku.